# Anomalomma harishi
Anomalomma harishi là một loài nhện trong họ Lycosidae.
Loài này thuộc chi Anomalomma. Anomalomma harishi được Dyal miêu tả năm 1935.